# 팡케강
팡케강(독일어: Panke)은 독일 브란덴부르크주 베르나우에서 발원하여 남서쪽 베를린으로 흘러서 슈프레강으로 합류하는 강이다. 강의 길이는 29 km이며, 이 중 20.2 km는 베를린 시내를 흐른다. 베를린에서 슈프레강과 하펠강에 이어서 세 번째로 긴 강이다. 유역 면적은 약 198.3 km2이며, 이 중 약 1/4인 46.8 km2는 베를린 시역에 속해 있다. 베를린의 팡코구와 강 유역의 지자체 팡케탈 명칭의 근원이기도 하다.
강의 흐름은 과거의 빙하곡을 따라간다. 1870년부터 1980년까지는 베를린의 배수지로 사용되었다. 19세기 말부터 강 유역을 따라서 베를린 및 근교 지역에 주거지가 개발되고 처리되지 않은 하수가 유입되면서 악취나는 팡케(Stinkepanke)로 알려지기도 했다. 20세기 말부터 하수 유입이 차단되면서 강 생태가 변하기 시작했고 이에 따라서 인식도 달라졌다. 팡케강 유역을 따라가는 산책로는 공원화되어 있다. 팡케강 상류는 지하수, 하류는 2015년 이후부터 처리된 하수가 유입되고 있다. 팡케강 상류 일부 지점의 사행천화가 계획되어 있다.
베를린 장벽 건설 당시 과거 동베를린을 흘러서 시프바우어담(Schiffbauerdamm)에서 슈프레강과 합류한 구팡케강(Alte Panke) 또는 남팡케강(Südpanke)의 물길이 막혔다. 그 후 팡케강은 서베를린 베딩 일대에서 갈라지는 쇤하우저 그라벤(Schönhauser Graben, 북팡케강(Nordpanke) 또는 신팡케강(Neue Panke)으로도 불림)을 따라서 베를린 북항 및 베를린-슈판다우 선박운하로 흘렀다. 베를린 환경 계획의 일부로 남팡케강 수로 복원은 2010년대부터 계획되었으며 2021년 5월에 완공되었다.